# 圣奥古斯丁修道院
圣奥古斯丁修道院（英語：St Augustine's Abbey）位于英格兰肯特郡坎特伯雷，屬本笃会修道院。現為世界文化遗产。

## 早期历史
公元597年，圣奥古斯丁受教宗额我略一世派遣到达英格兰，当时肯特君主艾塞尔伯特国王正好与基督徒贝莎结婚，不知道艾塞尔伯特国王是否受妻子影响，允许奥古斯丁在坎特伯雷东边城墙外修建修道院。14世纪的一位史学家威廉·索恩记录道，国王還下令这个教堂要成为「一座显赫的教堂」，奉獻於使徒彼得和保罗，且賜予无数珍寶。”("becoming splendour, dedicated to the blessed apostles Peter and Paul, and endowed it with a variety of gifts"）。此区原有三座教堂，分别纪念圣徒潘克拉斯、圣徒彼特和圣徒保罗，纪念圣徒潘克拉斯者保持至今，其他两座教堂由诺曼人再合建成一座，主因是这个修道院右边是肯特国王和坎特伯雷大主教墓地。
公元978年，在大主教邓斯坦的主持下修建了一座更大建筑，以纪念圣徒彼得、保罗和奥古斯丁。

## 12至14世纪
1154年修道院新建了施赈所；1168年修道院遭遇祝融，部分建筑重建；1250年左右，修道院開始大修，回廊、浴室、食堂和厨房悉數重建，大厅扩建，並新建全新的院长宿舍；1309年内院建立一座大门。在北部，僧侣们获得更多土地用来建造酒窖、酿酒厂、面包房；在1320年还建立一个葡萄园，修道院东边也修建了宿舍；1382年发生一次地震。最后建成的建筑是东边的圣母堂。1500年，修道院已具規模，藏书超过2000卷，很多书是在修道院缮写室里完成。

## 拆除
1535年，亨利八世下令关闭年收入少于100英镑的修道院(解散修道院风波)。當年收入1733英镑的圣奥古斯丁修道院逃過首轮淘汰，但仍在1538年7月30日被下令拆除，再接下来15年中，修道院被系统性地拆除，僅部分建筑被改建成宫殿以安置亨利八世的第四任妻子安妮。

## 近现代历史

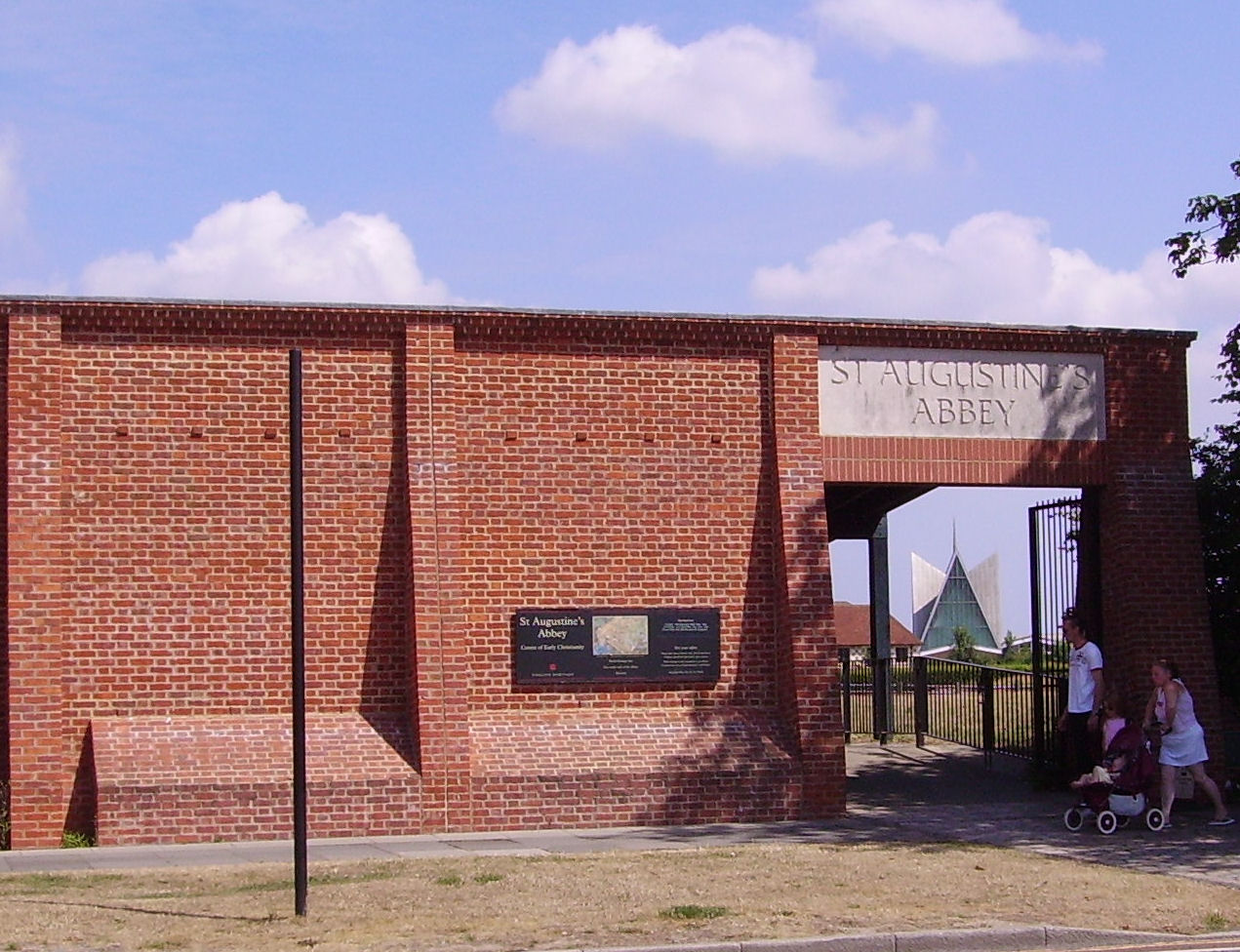
圣奥古斯丁修道院现在的入口

修道院变成宫殿的一部分后就成為贵族私產，17世纪的擁有者沃顿男爵還在宫殿周围修建了一个花园。1703年，一场暴风使圣奥古斯丁修道院的建筑结构受到严重破坏。1988年，修道院被列入世界遗产名录，遗址由英格蘭遺產協會管理。

## 遺跡

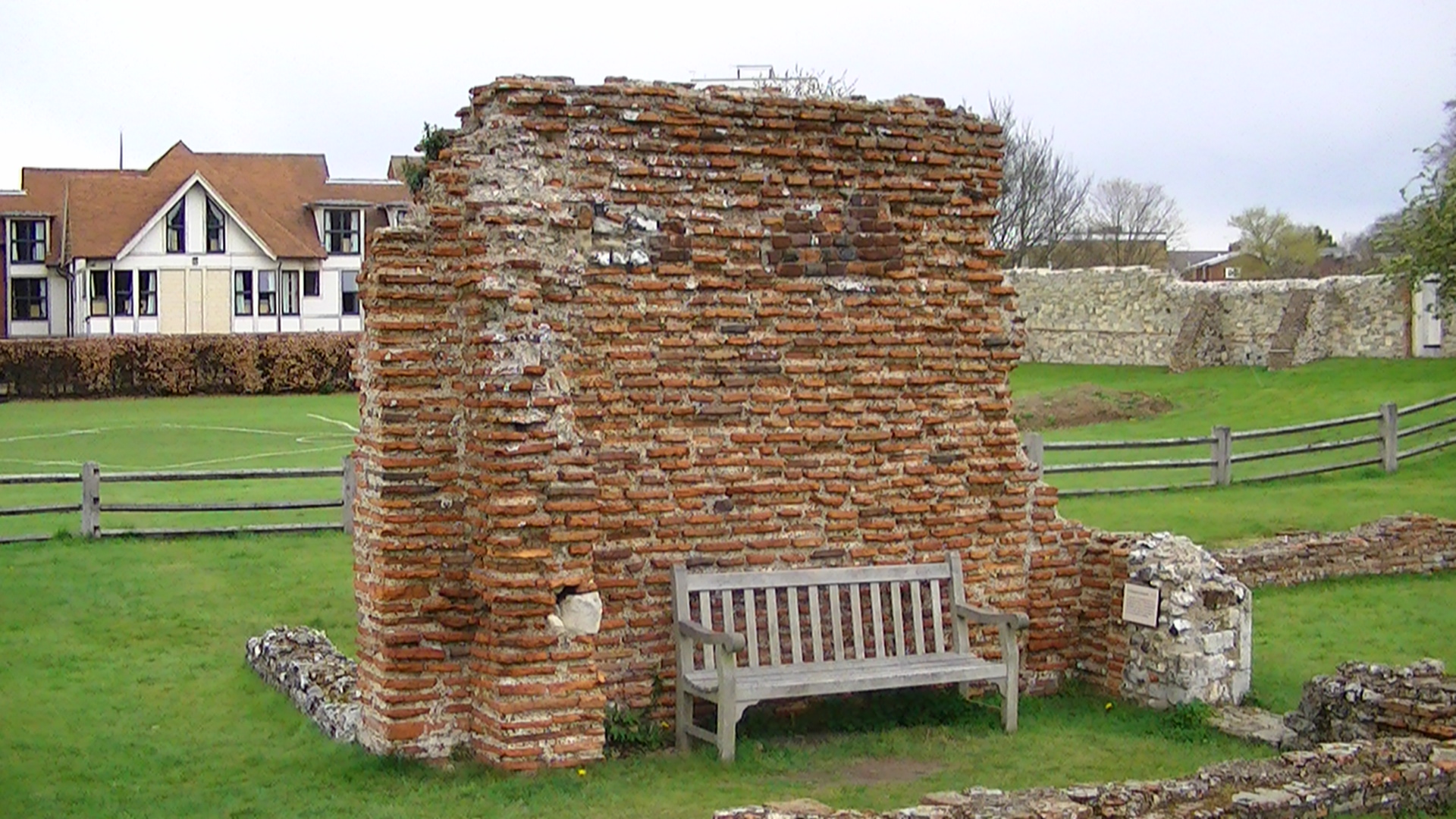
盎格鲁-撒克逊式圣潘克拉斯教堂的残骸
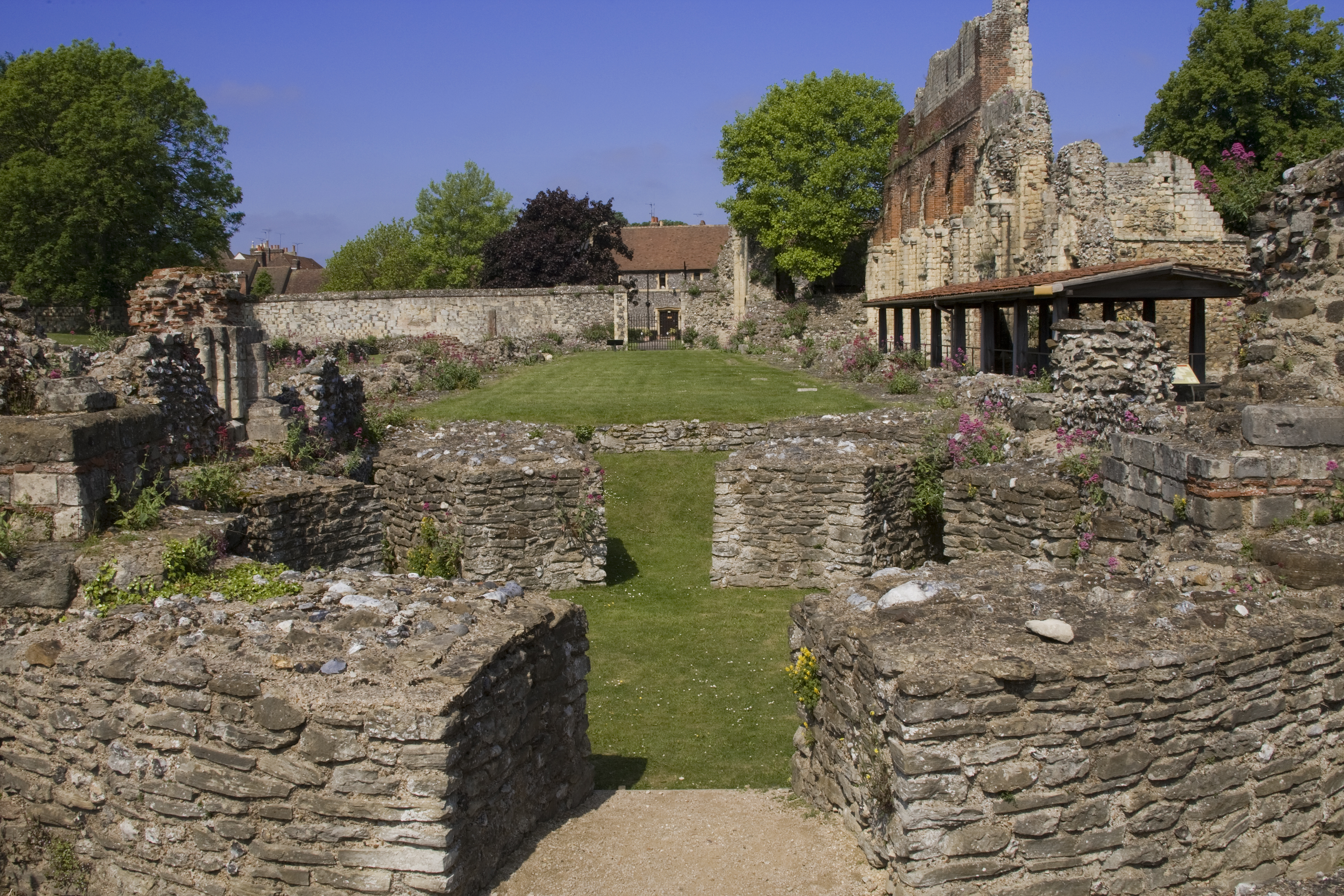
圣徒彼得和保罗教堂中殿残骸
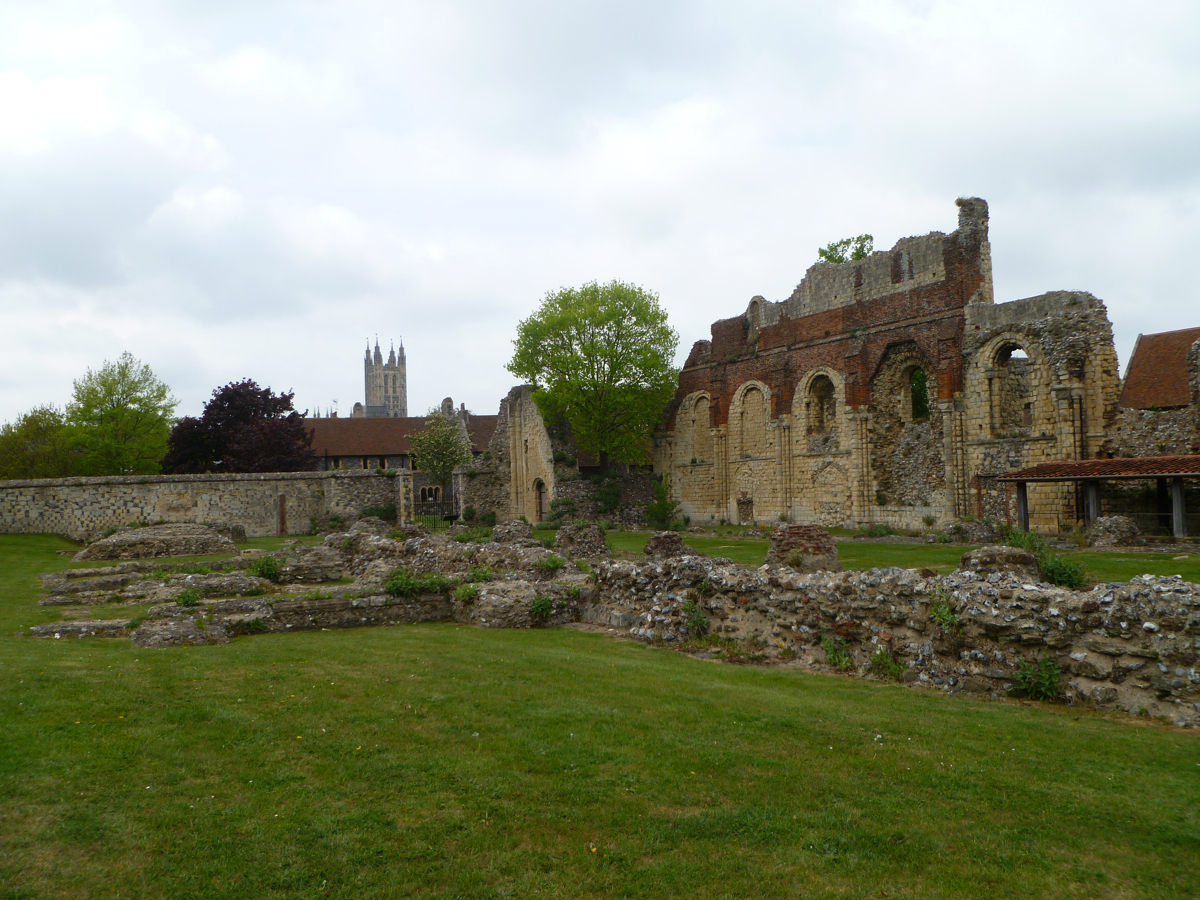
从圣奥古斯丁修道院看坎特伯雷大教堂
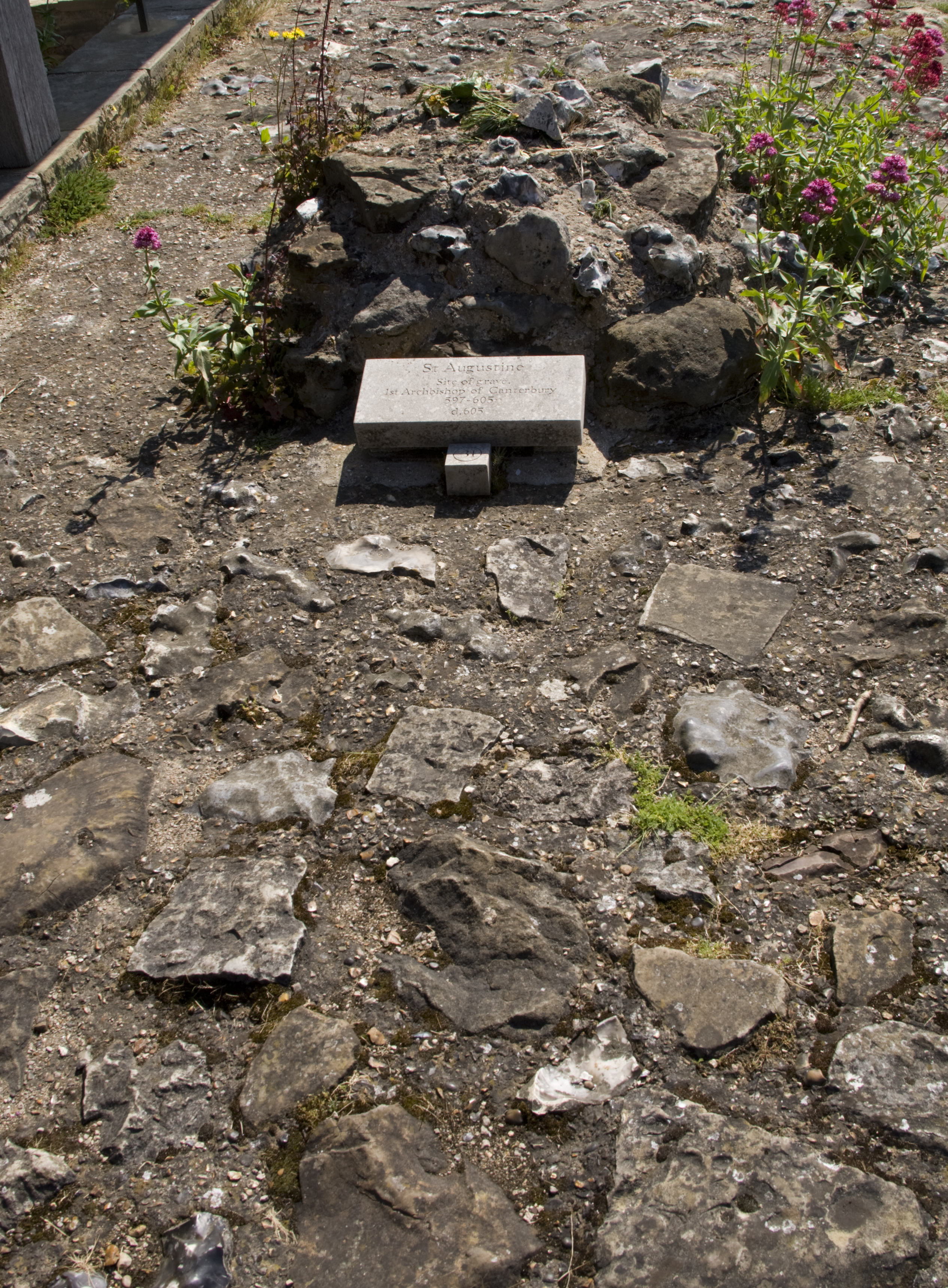
圣奥古斯丁之墓
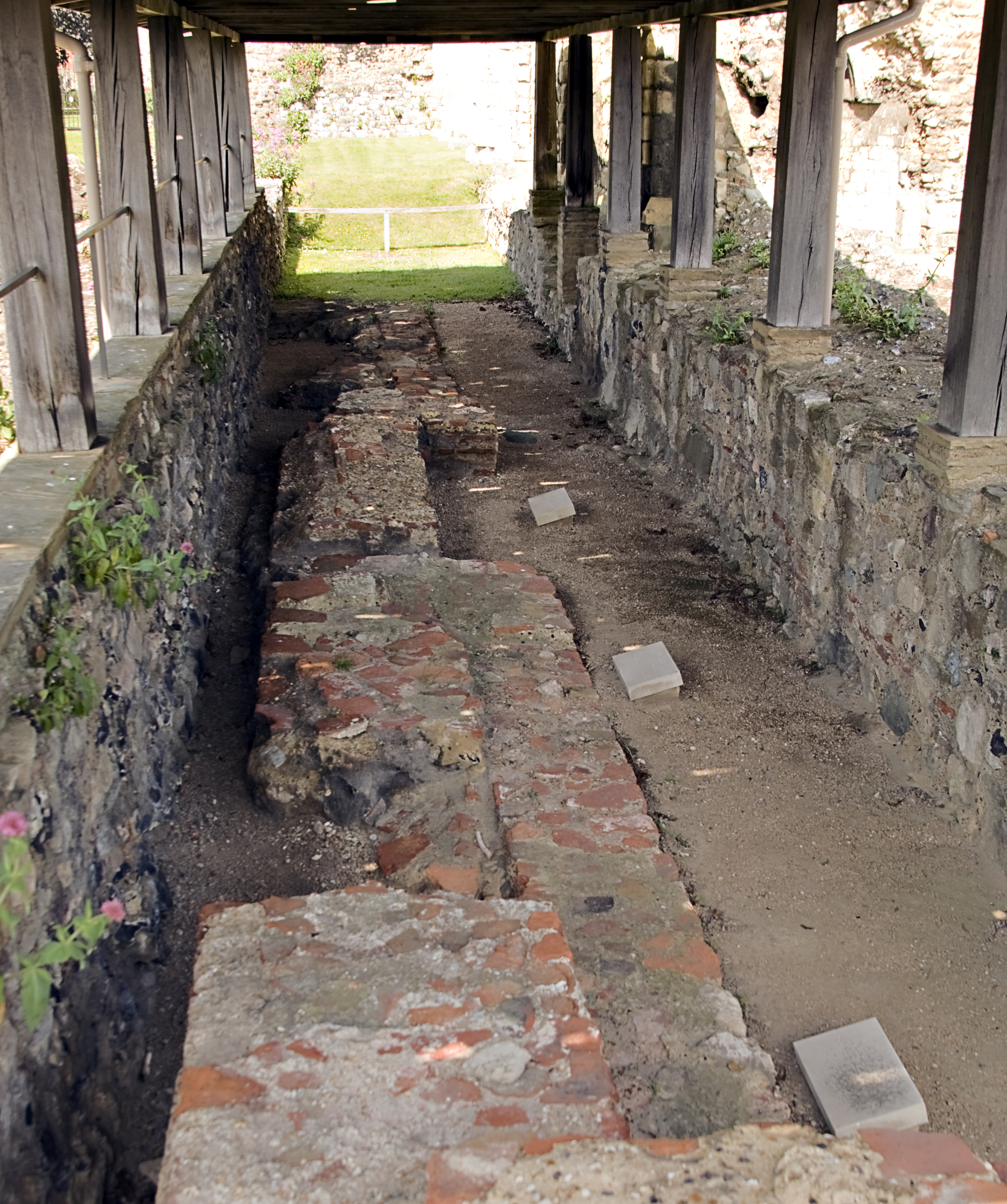
圣奥古斯丁修道院的墓地

## 名人墓穴
- 肯特的伊德鲍尔德（英语：Eadbald of Kent）：肯特君主, 伊德鲍尔德国王的儿子。
- 艾玛：肯特王后
- 贾斯特斯：第一任罗切斯特主教。